# Flowing Hair Dollar

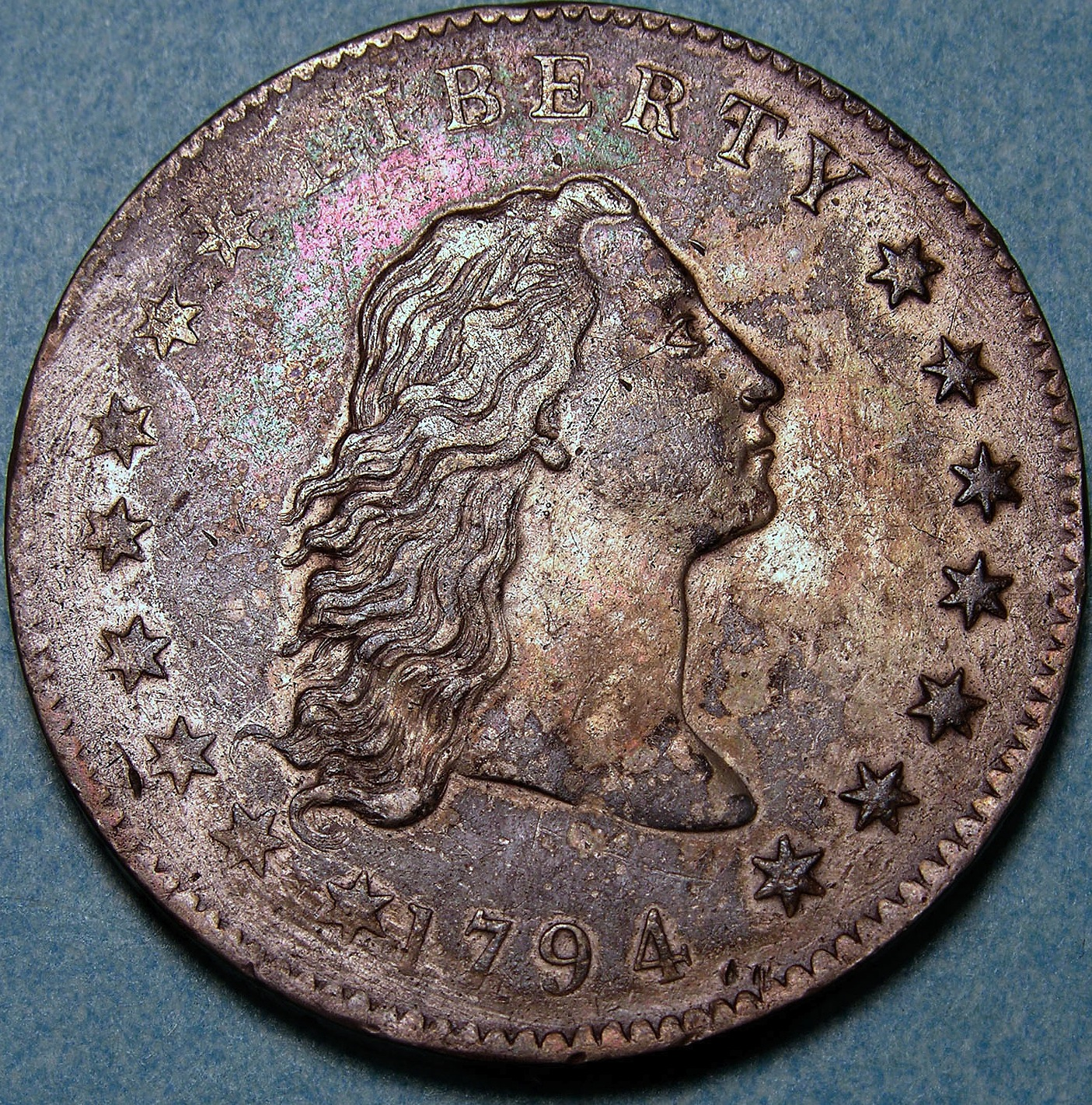
Avers

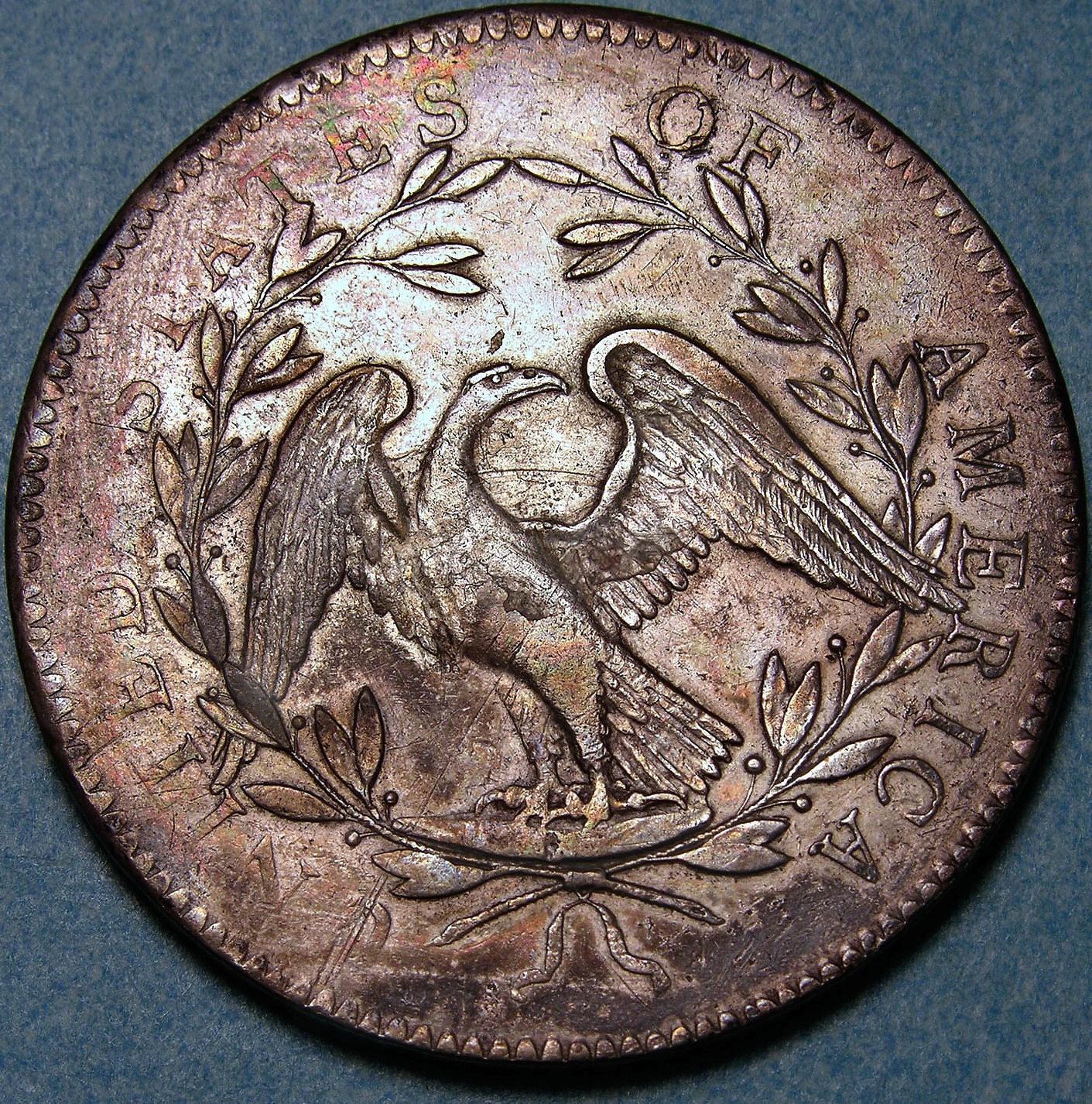
Revers

Mince Flowing Hair Liberty Dollar z roku 1794 je vůbec prvním vyraženým americkým dolarem. V roce 2013 byla tato mince vydražena na burze Stack’s Bowers za částku 10 miliónů dolarů a tím se stala nejdražší mincí, která byla zatím prodána.

## Vzhled mince
V roce 1794 začal rytec Robert Scot připravovat design stříbrného dolaru. Na původním návrhu byla na aversu zobrazena busta bohyně Liberty a na reversu orel. Později Scot na žádost vlády přidal kolem orla věnec a přesunul hodnotu mince z reversu na její hranu. Písmo použité na minci bylo navrženo Frederickem Geigrem, který pracoval jako typograf pro americké nakladatelství. Po vyražení několika testovacích verzí bylo rozhodnuto, že na avers přibude ještě 15 hvězd reprezentujících patnáct států, které tehdy tvořily Spojené státy.

## Historie mince
Počátky historie této mince jsou úzce spjaty se vznikem Spojených států amerických. Po podepsání Deklarace nezávislosti probíhaly snahy o sjednocení měny pro nově vzniklý stát. V roce 1792 byl schválen závazný právní dokument, který upravoval oběh měny a mincí na území Spojených států. Bylo rozhodnuto, že dolarové mince budou vyraženy ze stříbra a jejich ryzost musí být 0,8924. Po prvních zkušebních emisích bylo rozhodnuto, že bude ryzost zvýšena na 0,900. Příměsí byla měď. Návrhem designu mince byl pověřen právě rytec Robert Scot.
Po zahájení výroby se ukázalo, že mincovní písty jsou příliš slabé a brzy se opotřebovávají. Proto bylo v první várce vyrobeno 2000 kusů. 242 z těchto exemplářů bylo rovnou nepoužitelných, 2 se zachovaly jako vzor pro ražbu v roce 1795 a zbylých 1756 kusů bylo předáno řediteli mincovny. Mince byly postupně zaváděny do oběhu. Vlivem tehdejších nedokonalých technologií se později na povrchu mincí začaly tvořit vzduchové bubliny, které zapříčinily špatnou zřetelnost vyražených motivů. Mince s tímto designem byly raženy ještě v roce 1795. V tomto roce ale byly nahrazeny dolary raženými dle návrhu Gilberta Stuarta.
Jak se kvalita mincí horšila, některé kusy byly upravovány tak, aby odpovídaly aktuálním standardům, jako byla hmotnost nebo obsah kovu. Tyto úpravy způsobily výrazný odklon od původního motivu. Zejména vlasy bohyně Liberty, která se nachází na aversu mince, rozdílný počet hvězdiček nebo jiné detaily.
Vzhledem k nízké odolnosti mincí vyražených v rámci této emise se odhaduje, že do dnešního dne se zachovalo přibližně 120 mincí. Nalezeno jich bylo pouhých 10. Vzhledem k problémům při výrobě mince, jejich nízké odolnosti a historické hodnotě, není překvapením, že si ji cení i sběratelé mincí. Právě jeden z exemplářů Flowing Hair Liberty Dollar z roku 1794, který se dochoval ve velmi vysoké kvalitě, byl v roce 2013 vydražen ve Stack’s Bowers za 10 016 875 dolarů, což z něj činí dosud nejdražší minci světa.

## Mince v Evropě
V roce 2016 se mince vůbec poprvé podívala do Evropy. V rámci evropské tour byla v únoru vystavena v Nové budově Národního muzea v Praze. Do Prahy ji přivezla Národní Pokladnice, pobočka Samlerhuset Group BV. Zároveň s ní byl vystaven také Bostonský originál deklarace nezávislosti USA z roku 1776. Mince se v rámci této tour podívala také do Varšavy, Tallinnu, Helsinky, Stockholmu, Osla, Londýna a Dublinu.